# Giftinformationscentral
Giftinformationscentral är en offentligt organiserad tjänsteorganisation för upplysning om gifter och om akuta förgiftningsärenden dygnet runt. 
Den första giftinformationscentralen öppnades i Nederländerna 1949. I USA startade den första i Chicago 1953. År 2015 fanns giftinformationscentraler i knappt hälften av FN:s medlemsländer.

## Exempel på giftinformationscentraler

### Belgien och Luxembourg
Centre antipoisons på Hôpital militaire Reine Astrid i région de Bruxelles-Capitale.

### Danmark
Giftlinjen på Bispebjerg Hospital

### Finland
Giftinformationscentralen vid Helsingfors universitetssjukhus

### Frankrike
Frankrike har nio giftinformationscentraler, vilka är knutna till de regionala sjukhusen i Angers, Bordeaux, Lille, Lyon, Marseille, Nancy, Paris, Strasbourg och Toulouse

### Nederländerna
National Poisons Information Centre vid Universitair Medisch Centrum Utrecht i Utrecht. Detta var en del av Rijksinstituut voor Volksgezondheid en Milieu till 2011, då det överfördes till Universitair Medisch Centrum Utrecht.

### Norge
Giftinformasjon

### Schweiz
Fondations Tox info suisse (tidigare Centre suisse d'information toxicologique) i Zürich.

### Storbritannien
National Poison Information Service med regionala kontor i Birmingham, Cardiff, Edinburgh och Newcastle.

### Sverige
Giftinformationscentralen är en enhet inom Läkemedelsverket men lokaliserat i Solna.

### Tyskland
Bundesinstitut für Risikobewertung har övergripande ansvar. Giftinformationscentraler finns på åtta orter.